# Гезеравджи, Альпер
Альпер Гезеравджи (тур. Alper Gezeravcı; род. 2 декабря 1979, Силифке) — военный и гражданский лётчик, инженер и первый астронавт Турции, член миссии SpaceX AX-3. Полковник ВВС Турции.

## Биография
Альпер Гезеравджи родился 2 декабря 1979 года в турецком городе Силифке. Он учился в Военно-воздушной академии в Стамбуле, Турция, где получил степень бакалавра наук в области электронной инженерии. Кроме того, он получил степень магистра в Технологическом институте ВВС на авиабазе Райт-Паттерсон. Будучи лётчиком-истребителем ВВС Турции, Гезеравджи имеет 15-летний опыт полётов на нескольких самолётах, включая T-41, SF-260, T-37, T-38, F-5, KC-135 и F-16. Кроме того, в течение семи лет он служил капитаном воздушного судна в авиакомпании Turkish Airlines. Гезеравджи также занимал должности руководителя полетов, сотрудника по безопасности полётов и капитана коммерческих авиалиний. В должности командира академического крыла эскадрильи он отвечал за стандартизацию и оценку эскадрильи, организовывал все учебные документы в соответствии со стандартами ВВС, проводил экзамены для всех пилотов F-16 и KC-135R перед контрольными полётами, а также проверял стандарты документации эскадрильи. Будучи спортивным энтузиастом, Гезеравджи увлекается подводным плаванием, парусным спортом, кемпингом, рафтингом и имеет большой опыт в горных походах и верховой езде. Благодаря своей военной подготовке он участвовал в нескольких курсах по выживанию и военных командировках.

## Космический полёт
29 апреля 2023 года президент Турции Реджеп Тайип Эрдоган представил публике Альпера Гезеравджи как основного кандидата в первые турецкие космонавты. 12 сентября 2023 года NASA и компании Axiom Space объявили, что они завершили формирование экипажа коммерческой миссии SpaceX AX-3, в состав которого был включен Альпер Гезеравджи. 18 января 2024 года Альпер Гезеравджи стартовал к Международной космической станции на борту корабля Crew Dragon в качестве специалиста миссии SpaceX AX-3. На борту космической станции экипаж миссии, состоящий из четырёх астронавтов, провёл более 30 различных научно-технических экспериментов, разработанных странами и организациями, которые представляли участники полёта. Экспедиция завершилась 9 февраля 2024 года.
Статистика полетов
| #               | Корабль, Миссия                     | Старт, UTC           | Корабль посадки        | Посадка, UTC         | Налёт               | ВКД: время (количество) |
| --------------- | ----------------------------------- | -------------------- | ---------------------- | -------------------- | ------------------- | ----------------------- |
| 1               | Crew Dragon Freedom(3), SpaceX AX-3 | 18.01.2024, 21:49:11 | Crew Dragon Freedom(3) | 09.02.2024, 13:30:00 | 21дн. 15час. 41мин. | — (0)                   |
| Суммарный налёт | Суммарный налёт                     | Суммарный налёт      | Суммарный налёт        | Суммарный налёт      | 21дн. 15час. 41мин. | — (0)                   |

### Комментарии
1. ↑  ВКД — Внекорабельная деятельность или выход в открытый космос